# Xavlegbmaofffassssitimiwoamndutroabcwapwaeiippohfffx
XavlegbmaofffassssitimiwoamndutroabcwapwaeiippohfffX, a menudo abreviado como Xavleg, es una banda sudafricana de death metal conocida por su estilo brutal y temáticas cómicas que incluyen memes de internet y violencia gráfica.

## Historia
XavlegbmaofffassssitimiwoamndutroabcwapwaeiippohfffX se formó en 2016 con miembros de la banda de deathcore Vulvodynia, con sede en Durban, impulsados por una pasión compartida por el metal extremo y un interés en fusionar el terror y el humor en su música.
Lanzaron su EP debut, Gore, en 2016. En 2018, le siguió su álbum debut, Gore 2.0, y un sencillo, Invoke the Smoke. Sus miembros son Duncan Bentley, Byron Dunwoody y Kris Xenopoulos.

## Estilo
XavlegbmaofffassssitimiwoamndutroabcwapwaeiippohfffX toca brutal death metal, en particular slam death metal, un agresivo microgénero de death metal que se caracteriza por su sonido pesado y grave, y sus patrones rítmicos vertiginosos.

## Nombre
El nombre de XavlegbmaofffassssitimiwoamndutroabcwapwaeiippohfffX es una abreviatura de 52 letras que significa "Explosión de líquido vaginal ácido generada por cantidades masivas de fisting fecal sucio y sodomía sifílica séptica sádica dentro del útero infectado e infestado de gusanos de una monja que sufrió abusos que muere bajo el techo de una iglesia en llamas mientras un sacerdote observa y eyacula en inmenso placer perverso sobre su primer feto fresco", con una "X" a cada lado. Este nombre tan extremo ha hecho que la banda reciba atención en línea y se haya convertido en un meme de internet. El 6 de diciembre de 2016, el logo de la banda fue nominado como "Logotipo de banda completamente ilegible de la semana" por el sitio web de noticias MetalSucks.

## Discografía
Gore (EP) – 2016
Gore 2.0 (álbum) – 2018
Invoke the Smoke (sencillo) – 2018